# Radiestesia

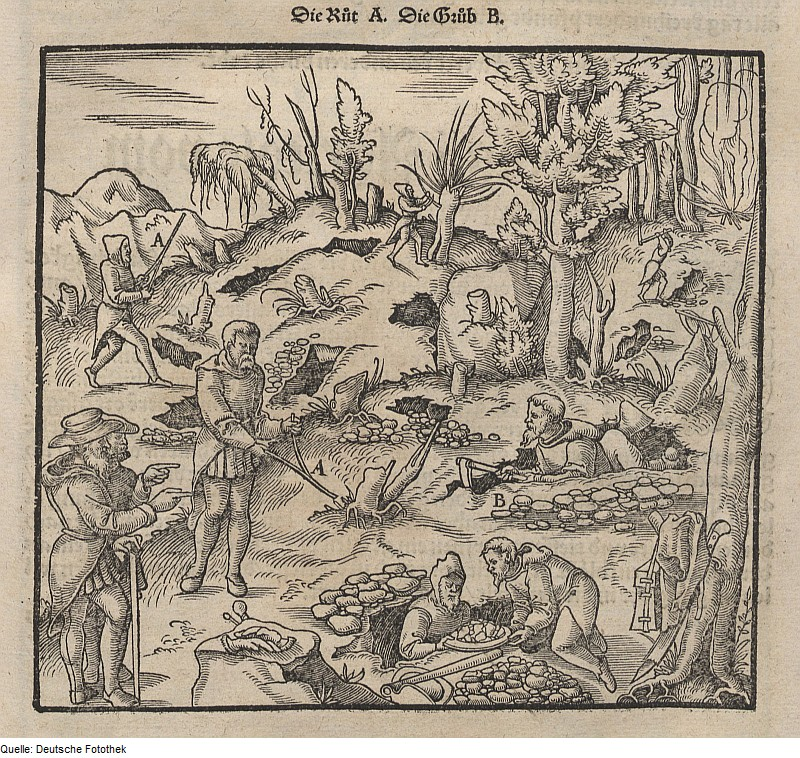
Grabado aludiendo a la radiestesia.

La radiestesia o rabdomancia es una actividad pseudocientífica (es decir, es incompatible con el conocimiento científico actual),  que se basa en la afirmación de que los estímulos eléctricos, electromagnéticos, magnetismos y radiaciones de un cuerpo emisor pueden ser percibidos y, en ocasiones, manejados por una persona por medio de artefactos sencillos mantenidos en suspensión inestable como un péndulo, varillas "L", o una horquilla que supuestamente amplifican la capacidad de magnetorrecepción del ser humano.
Usualmente se afirma que el uso de la radiestesia permite buscar agua o petróleo por medio de la ayuda de una vara, cuyo movimiento se interpreta como señal de la presencia de dicho fluido. El movimiento de la vara generalmente se atribuye al efecto ideomotor, que, en pocas palabras, consiste en una interpretación psicológica de pequeños movimientos involuntarios del usuario. La evidencia científica apunta a que la radiestesia no es más efectiva que el simple azar, es por esto que es considerada una pseudociencia.

## Historia

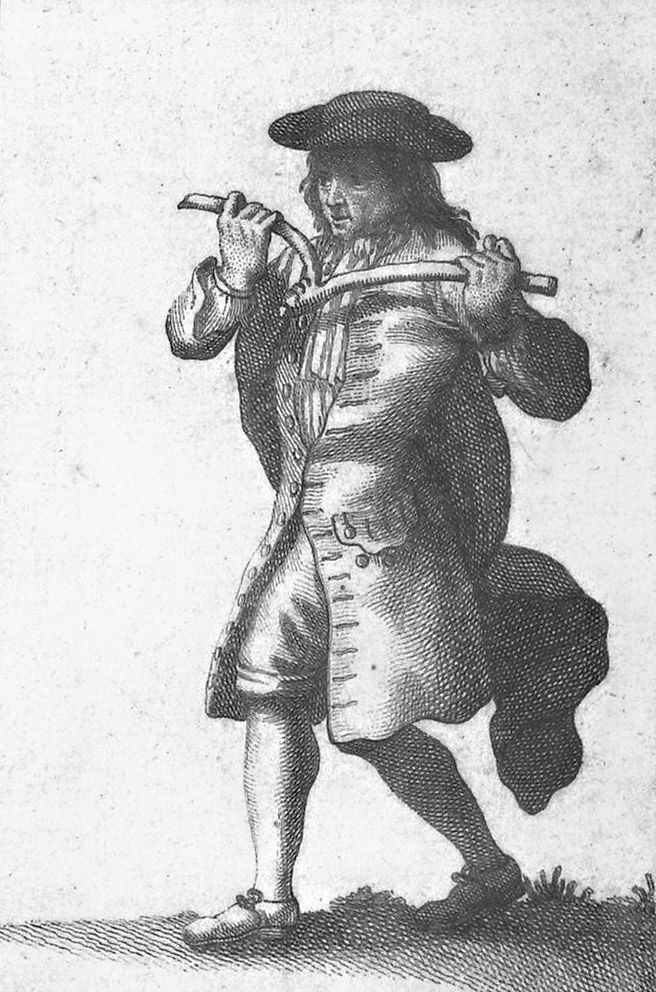
Zahorí en acción, ilustración de la obra de Pierre Le Brun, Historia crítica de las prácticas supersticiosas, 1732.

### Etimología
"Radiestesia" es un neologismo construido a partir de dos términos: el latino radium: ‘radiación’ y el griego aesthesia: ‘percepción por los sentidos’ o ‘capacidad de sentir’ (de aesthesis: ‘percepción’).
La palabra "rabdomancia" proviene del griego rhabdos: ‘vara’ y manteia: ‘adivinación’.
Este término fue acuñado en 1785.

### Zahoríes
Un zahorí, a veces llamado radiestesista o rabdomante, es alguien que afirma que puede detectar cambios del electromagnetismo a través del movimiento espontáneo de dispositivos simples sostenidos por sus manos, normalmente una varilla de madera o metal en forma de "Y" o "L" o un péndulo. Los zahoríes afirman ser capaces de detectar la existencia de flujos magnéticos o líneas ley, corrientes de agua, vetas de minerales, lagos subterráneos, etc. a cualquier profundidad y sustentan la eficacia de la técnica en razones psicológicas, y los movimientos de los instrumentos por el efecto ideomotor.

### Antecedentes
La radiestesia en su variante tradicional de búsqueda de aguas subterráneas es una práctica llevada a cabo desde hace al menos 4500 años. Ha sido ampliamente practicada desde tiempos remotos, a falta de conocimiento geológico o de instrumental científico, si bien hoy día sigue teniendo amplio uso en zonas rurales. 

### Intentos de explicación
Los primeros intentos de explicación científica se basaban en la noción de que las varillas del zahorí eran físicamente afectadas por emanaciones de las sustancias de interés. Por ejemplo, William Pryce en su Mineralogia Cornubiensis de 1778.
En 1986, la revista Nature, incluyó el zahorismo en una lista de "efectos que se presuponían paranormales, pero que pueden ser explicados por la ciencia". En concreto, el zahorismo puede ser explicado en términos de pistas sensoriales y conocimientos previos del zahorí, efectos de expectativas y probabilidad.
Los escépticos y algunos creyentes [¿quién?] piensan que el instrumento usado por el zahorí no tiene energía propia, sino que amplifica pequeños movimientos inconscientes de las manos, efecto conocido como efecto ideomotor. Esto haría de la varilla un instrumento de expresión de conocimiento o percepción subconsciente del adivino.
Algunos autores[¿quién?] afirman que el ser humano podría ser sensible a pequeños gradientes del campo magnético terrestre, aunque no hay evidencia sobre ello.
El zahorismo, tal y como se practica hoy en día parece haberse originado en Alemania durante el siglo XV para encontrar metales. Ya en 1518 Martín Lutero la citaba como una violación del primer mandamiento, al considerarlo un acto de brujería en su obra Decem praecepta. En la edición de 1550 de la Cosmographia de Sebastian Münster aparece un grabado de un zahorí con una varilla en Y en unas extracciones mineras. En 1556, Georgius Agricola realiza una detallada descripción del zahorismo para la búsqueda de metales.
En 1662, el jesuita Gaspar Schott afirmó que la práctica era una superstición, e incluso satánica, aunque posteriormente diría que no estaba seguro de que el diablo fuera siempre el que movía la varita.
El uso de varas o ramas para la localización ha sido un elemento popular de las creencias populares de principios del siglo XIX en Nueva Inglaterra. Los primeros líderes mormones, religión surgida en esa época, participaron de esas creencias. Así, Oliver Cowdery, escriba del Libro de Mormón y uno de los doce apóstoles de la Iglesia Mormona, usó una varilla para practicar la adivinación.
El término radiestesia aparece en inglés por primera vez en los años treinta, proveniente del francés radiésthesie creado hacia el año 1890 por el abad Alexis Bouly, quien fundó la Sociedad de Amigos de la Radiestesia.

## Práctica

### Técnica

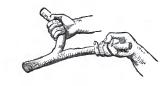
Vara en forma de Y.

El practicante de la radiestesia emplea una varilla vegetal o metálica o bien un péndulo, que aparentemente sirve de estímulo para percibir el lugar indicado. No obstante algunos radiestesistas utilizan otro tipo de equipos, o no se sirven de ninguno.
Quienes hacen uso de la horquilla de árbol, preferentemente avellano común o sauce, la sostienen con las dos manos y en una postura determinada (ver ilustración) mientras el sujeto recorre el terreno a explorar, hasta que su movimiento indique la presencia buscada.

### Usos
La radiestesia practicada con péndulo es una técnica de medicina alternativa que pretende servir para el diagnóstico y está muy relacionada con los campos descritos por la acupuntura. Una utilidad conocida de la radiestesia, quizá la de más larga tradición, es la realizada por los denominados zahoríes, que aseguran ser capaces de encontrar los sitios más favorables para la excavación de pozos, donde el nivel freático es más accesible, por medio de estas técnicas.
Los usos pretendidos de la radiestesia son muchos. Con ella se intenta:
- diagnosticar enfermedades,
- obtener medidas exactas,
- encontrar agua,
- encontrar minerales,
- inventariar recursos naturales,
- predecir estados actuales o futuros de la materia viva,
- encontrar objetos perdidos,
- ubicar puntos de radiación de energía,
- encontrar personas, etc.
- adivinar números y combinaciones.

## Comprobación
Los experimentos controlados no han confirmado nunca los efectos proclamados debido a que sus resultados no van más allá del azar.
Estudios: en 1948 un estudio que evaluó la habilidad de 58 zahoríes para detectar agua, Una revisión de varios estudios controlados en 1979, Christopher Bird en 1979 con el título de The divine hand y James Randi, en el libro Flim-Flam!, todos ellos demostrando en uno u otro aspecto el efecto como un fraude.
Un estudio de 1987 y 1988 en Múnich por Hans-Dieter Betz y otros, concluyeron que la mayoría de los radiestesistas no obtuvieron buenos resultados. A pesar de ello, los autores, realizando un análisis estadístico no convencional y seleccionando solo los 10 mejores resultados de 803, afirmaban que algunos radiestesistas si eran capaces de obtener buenos resultados. Un análisis más riguroso de los datos realizados por J.T. Enright muestra que los resultados no se diferencian de una selección aleatoria.
Más recientemente un estudio en Kassel (Alemania) bajo la dirección de la Gesellschaft zur Wissenschaftlichen Untersuchung von Parawissenschaften (GWUP) [Sociedad para la Investigación Científica de las Paraciencias] y Richard Dawkins realizó un experimento controlado y filmado con diversos rabdomantes, sin que ninguno de ellos consiguiera resultados positivos.